# Hashly Ayoví
Hashly Geisete Ayoví (* 9. Mai 2005) ist eine ecuadorianische Leichtathletin, die sich auf den Speerwurf spezialisiert hat.

## Sportliche Laufbahn
Erste internationale Erfahrungen sammelte Hashly Ayoví im Jahr 2024, als sie bei den U20-Südamerikameisterschaften in Lima mit einer Weite von 45,02 m die Bronzemedaille gewann. Anschließend schied sie bei den U20-Weltmeisterschaften ebendort mit 42,25 m in der Qualifikationsrunde aus. Im Jahr darauf belegte sie bei den Südamerikameisterschaften in Mar del Plata mit 43,72 m den neunten Platz.
In den Jahren 2023 und 2024 wurde Ayoví ecuadorianische Meisterin im Speerwurf.